# Trémolite
La trémolite est une espèce minérale du groupe des silicates (sous-groupe des inosilicates, famille des amphiboles), de formule idéale Ca2Mg5[Si4O11(OH,F)]2 avec des traces de Ti, Mn, Al, Na, K et Cl. La trémolite magnésienne pure est blanche, mais les différentes teneurs en fer vont lui donner des tons de vert. Elle forme une série avec l'actinote, la ferro-actinote (en) et la parvo-manganotrémolite.

## Inventeur et étymologie
Décrite par le minéralogiste Johann Georg Albrecht Hoepfner en 1790. Le nom dérive du topotype, collecté par Horace Bénédict de Saussure et alors supposé provenir du Val Tremola, près d'Airolo au Tessin.

## Topotype
La vallée de Tremola, est souvent donnée comme le topotype de cette espèce, de fait la localisation exacte est une vallée voisine : Campolungo, Val Piumogna, Leventina, Tessin, Suisse.

## Cristallographie
- Paramètres de la maille conventionnelle : a = 9,838 5 Å, b = 18,055 4 Å, c = 5,277 8 Å, Z = 2 ; beta = 104,751 ° V = 906,64 Å3
- Densité calculé = 2,98

## Gîtologie
La Trémolite se forme par métamorphisme des sédiments riches en dolomite et en quartz selon le schéma : 
5 CaMg(CO3)2 + 8 SiO2 + H2O → Ca2Mg5Si8O22(OH)2 + 3 CaCO3 + 7 CO2
La trémolite est un indicateur du degré de métamorphisme, à une température élevée, il se transforme en diopside. Elle peut former des cristaux aplatis de près de 20 cm.

### Minéraux associés
Calcite, cummingtonite, diopside, forstérite, grossulaire, magnésio-cummingtonite (en), riébeckite, serpentine, talc, wollastonite, winchite.

## Variété
- Chrome-trémolite : variété riche en chrome trouvée aux États-Unis, en Turquie, et Finlande (Polvijärvi, Etelä-Suomen)[5].
- hexagonite : variété riche en manganèse  de couleur violette à lilas de trémolite. Son nom dérive du système cristallin hexagonal, par erreur car elle est monoclinique. Initialement décrite à Edwards, Comté de St. Lawrence, État de New York, États-Unis [6].
- Néphrite : variété verte ; est un des deux minéraux constituant le jade.

## Synonymie
- Abkhazite  (N.E. Efrenov 1948) espèce déclassée comme synonyme de trémolite[7].
- Calamite (Werner) Trémolite  d'un gris jaunâtre, en longues fibres lamellaires cannelées, de Norvège[8] du latin calamus (roseau).
- Grammatite (Klaproth 1790)  [9]
- Hoepfnerite ou hoepfnérite : ce terme a un temps été proposé pour désigner la trémolite en hommage au minéralogiste J. G. A. Hoepfner[10].
- Nordenskiöldite : Échantillons récoltés près de St Petersbourg au début du XIXe siècle dédiée au minéralogiste Nils Gustaf Nordenskiöld[11].
- Péponite (Breithaupt) trémolite en masses bacilcillaires dans un calcaire grenu près de Schwarzenberg en Saxe[12].
- Raphilite (Thomson 1836):  Décrite initialement sur des échantillons de Perth Canada. Son nom est tiré du Grec ancien ῥαφίς [rhaphís (aiguille)] en référence à l'aspect des cristaux aciculaires[13].
- Sebesite : étymologie de la ville de Sebes en Transylvanie[14]
- Semi-néphrite : terme usité pour désigner une trémolite  apte à la confection d'outils préhistoriques[15].
- Zéolithe en colonne (Louis Gmelin)[16]

## Galerie

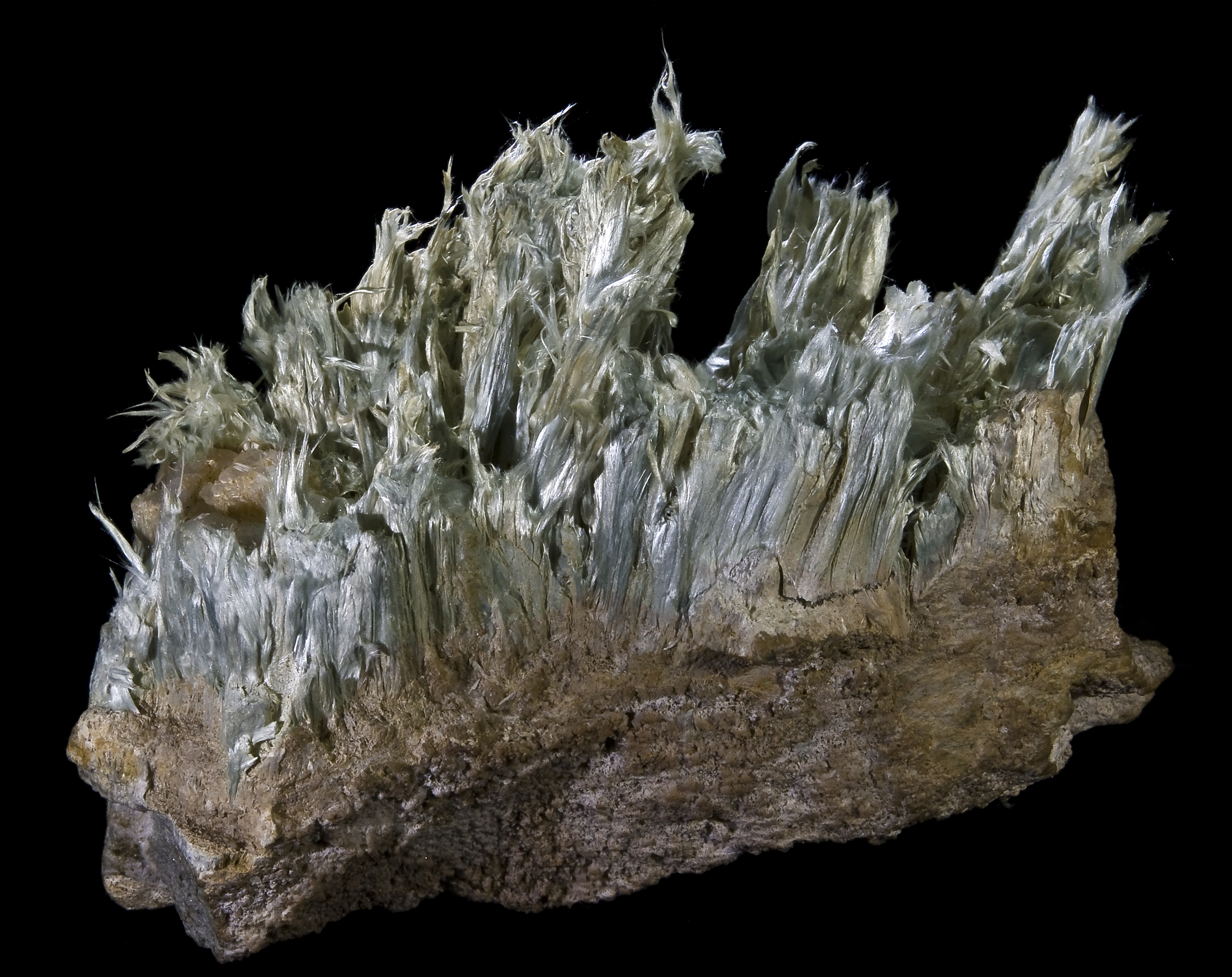
Trémolite asbestiforme 8,2x6,7 cm Vallée d'Aure, Hautes-Pyrénées, France
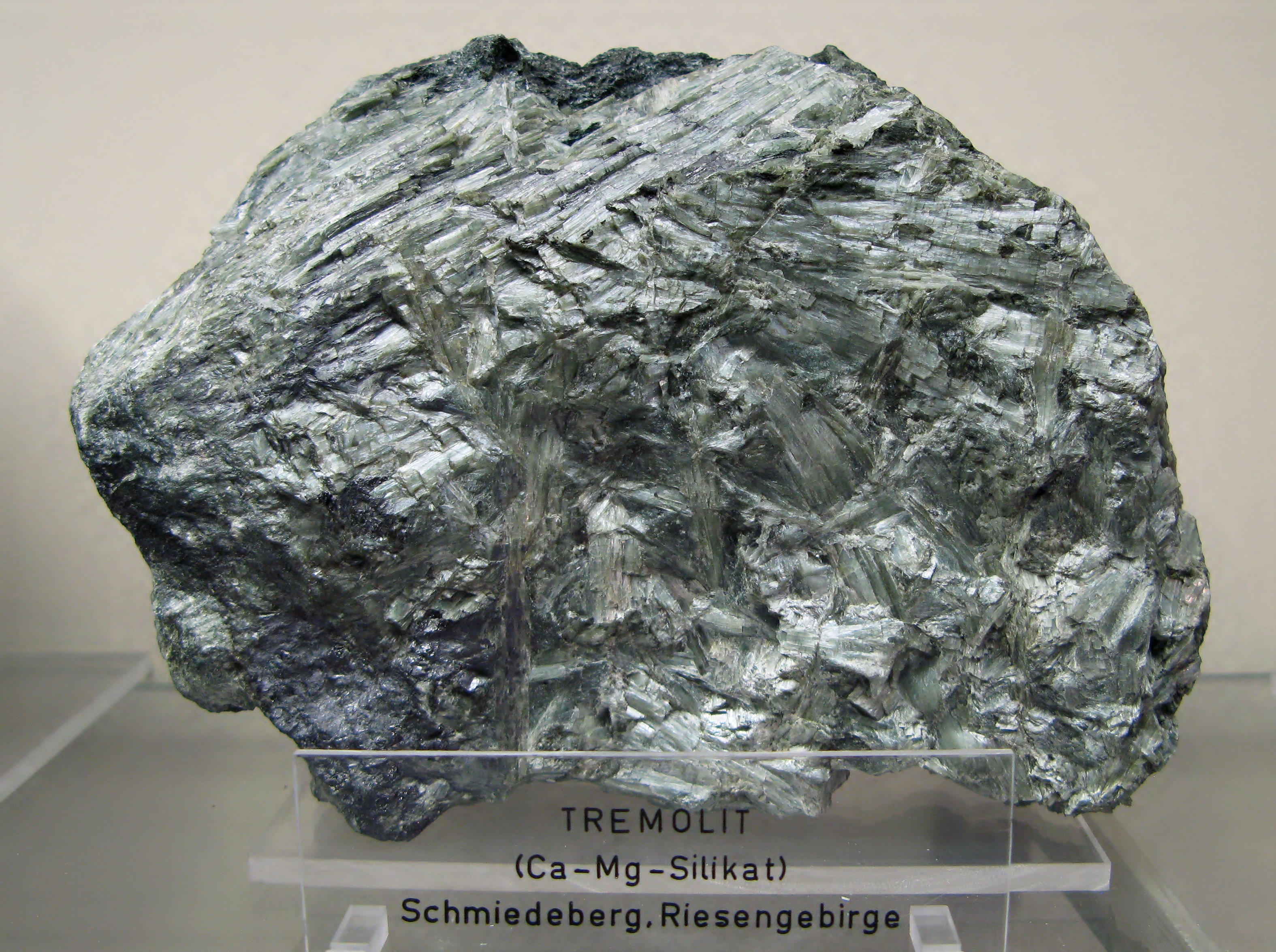
Trémolite - Kowary (Schmiedeberg, Riesengebirge) Pologne
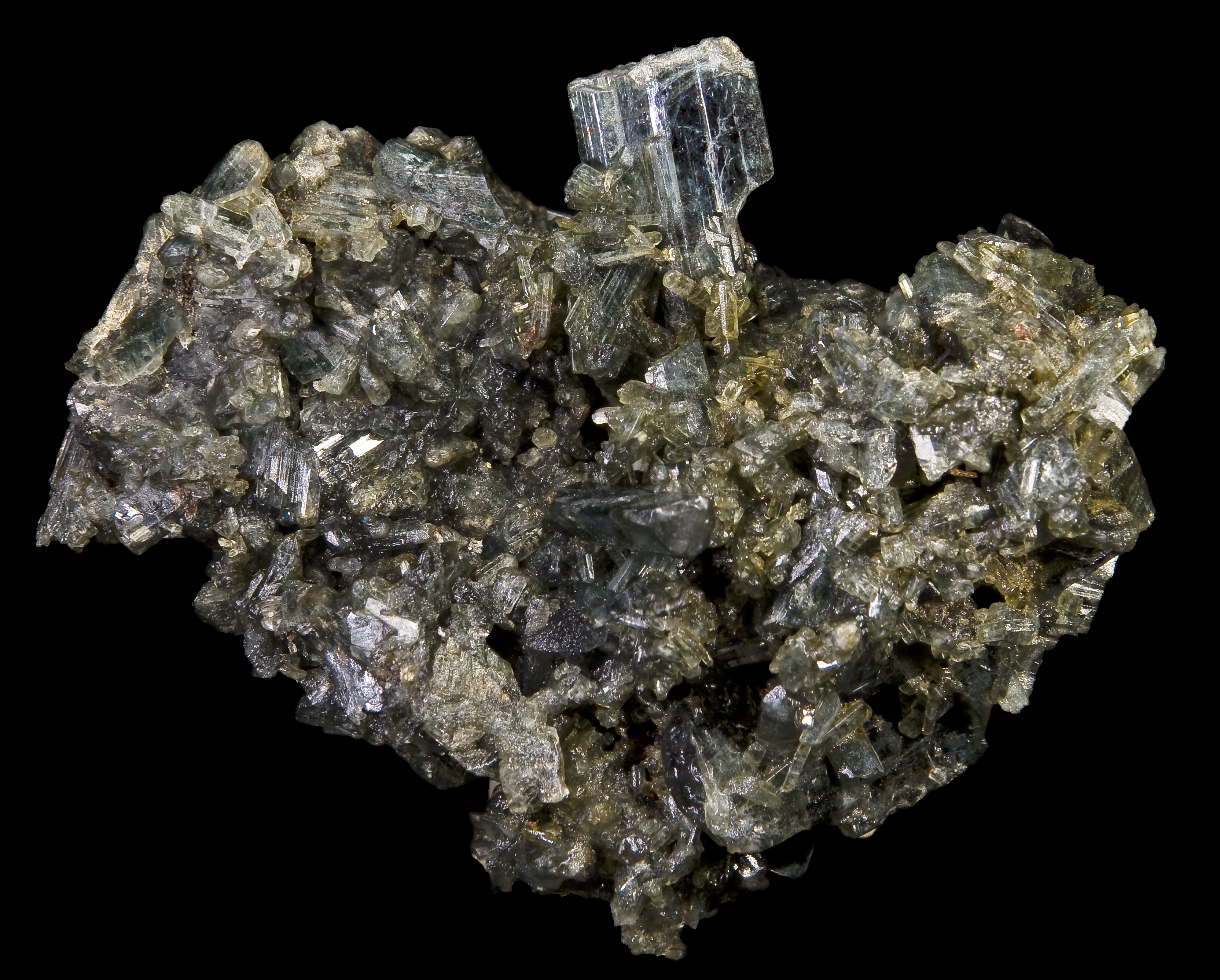
Trémolite - Wilberforce, Ontario, Canada - 6x5cm
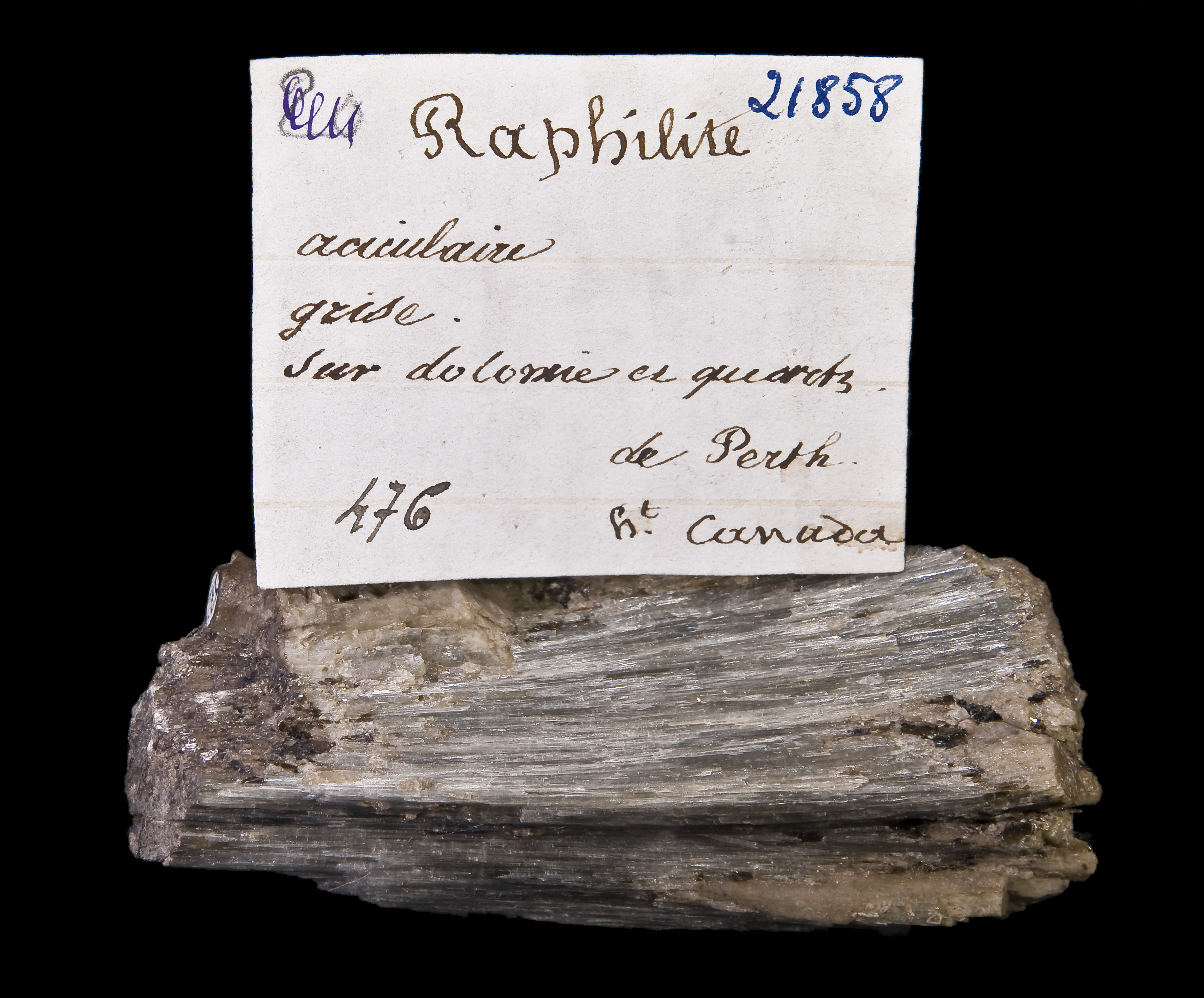
Trémolite Perth Ontario - Billet autographe de Gilbert Adam

## Gisements remarquables
Brésil
- Mina Pedra Preta, Serra das Éguas, Brumado, État de Bahia[17]

 Canada
- Wilberforce, Monmouth Township, Comté d'Haliburton, Ontario[18]

 Finlande
- Polvijärvi, Etelä-Suomen (Chrome-trémolite).

 France
- Carrière de Canari (Albo)), Bastia, Haute-Corse [19]
- Lacaune, Tarn, Midi-Pyrénées [20]
- Vallée d'Aure, Hautes-Pyrénées[21]

 Suisse
- Campolungo, Vallée de Piumogna, Leventina, Tessin (Topotype)

## Utilités et dangers
- La trémolite gemme peut être taillée comme pierre fine. Il s'agit de néphrite, une variété de trémolite avec des teintes vertes, l'un des deux minéraux reconnus comme du jade (l'autre étant de la jadéite).
- La trémolite, dont les fibres sont particulièrement longues, est la forme la plus dangereuse d'amiante.

### Nouvelle-Calédonie
En 1994, l’Inserm dénonce l'utilisation de la trémolite dans un badigeon blanchâtre enduisant les cases kanak de Nouvelle-Calédonie, le pö, confectionné avec cette roche friable. C'est l'administration coloniale qui à l'origine avait recommandé aux Kanaks de « blanchir » leurs habitations pour donner un aspect plus propre aux tribus. Des analyses ont révélé, lors des activités ménagères, des concentrations pouvant être supérieures à 7 000 fibres par litre d'air, alors que la valeur-seuil dans les bâtiments est de cinq fibres.